# Liste de prénoms anglais
Liste de prénoms usités dans les pays anglophones.
- Haut – A
- B
- C
- D
- E
- F
- G
- H
- I
- J
- K
- L
- M
- N
- O
- P
- Q
- R
- S
- T
- U
- V
- W
- X
- Y
- Z

## A
- (m) Abby
- (f) Addie
- (f)  Addy
- (f) Addison
- (m) Adrian
- (f) Ailys
- (m) Albert
- (m) Alby
- (m) Alex
- (m) Alexander
- (m) Alfred
- (f) Alison
- (m) Amadeus
- (f) Amber
- (f) Amy
- (m) Andy
- (m) Andrew
- (f) Angie
- (f) Annabeth
- (m) Anthony
- (m) Antony
- (f) April
- (f) Ashley
- (m) August
- (m) Arthur
- (f) Audrey
- (f) Autumn

## B
- (f) Bailee
- (m) Balthazar
- (m) Bart
- (m) Bartholomew
- (m) Buster
- (f) Becky
- (f) Betsy
- (f) Betty
- (f) Beverly
- (m) Bill
- (m) Billy
- (x) Billie
- (f) Blair
- (f) Blake
- (f) Blaze
- (f) Bonnie
- (m) Brad
- (m) Bradley
- (m) Brandon
- (f) Brandy
- (f) Bree
- (f) Brenda
- (m) Brent
- (f) Brianna
- (f) Bridget
- (f) Britney
- (f) Brittany
- (m) Bryan
- (m) Bryce
- (f) Brittany
- (m) Bronwyn
- (f) Brooke
- (x) Brook
- (f) Brooklyn
- (m) Brendan
- (f) Bethany
- (m) Bob
- (m) Bolton
- (m) Brian
- (f) Bryony

## C
- (f) Candice
- (f) Candy
- (f) Carlene
- (f) Carly
- (m) Carol
- (f) Carola
- (f) Carolyn
- (f) Cassidy
- (f) Cassandra
- (m) Cassie
- (m) Casey
- (f) Catherine
- (f) Cathy
- (f) Cecily
- (f) Celinda
- (m) Charla
- (m) Charles
- (x) Charlie
- (f) Charlotte
- (f) Charmaine
- (f) Chastity
- (f) Chelsea
- (f) Cherry
- (f) Cheryl
- (f) Christabel
- (m) Christian
- (m) Christopher
- (f) Christy
- (f) Cindy
- (f) Claribel
- (m) Clement
- (m) Cliff
- (m) Clint
- (m) Connor
- (f) Courtney

## D
- (m) Damon
- (f) Darcy
- (f) Darla
- (f) Darlene
- (f) Daisy
- (m) Dan
- (m) Dane
- (m) Danny
- (m) Dave (en)
- (f) Dawn
- (m) Dean
- (f) Deanne
- (f) Debbie
- (m) Declan
- (f) Demi
- (m) Denis
- (m) Derek
- (f) Destiny
- (m) Devin
- (m) Dewey
- (m) Dexter
- (f) Diamond
- (m) Dick
- (m) Dirk
- (m) Don
- (m) Donald (en)
- (f) Doraleen
- (f) Doreen
- (m) Dorian
- (f) Dorothy
- (m) Doug
- (m) Douglas
- (m) Dougie
- (m) Drew
- (m) Dudley
- (m) Duncan
- (m) Dustin
- (m) Dylan

## E
- (f) Eden
- (m) Eden
- (m) Edmund
- (m) Edward
- (f) Edwina
- (f) Eileen
- (f) Eleanor
- (f) Ella
- (f) Elle
- (f) Elisabeth
- (f) Elizabeth
- (m) Elton
- (f) Emerald
- (f) Emma
- (f) Emily
- (f) Erin
- (m)  Eugene

## F
- (f) Faith
- (f) Faye
- (f) Felicity
- (m) Fergus
- (m) Ferguson
- (f) Fiona
- (f) Frances
- (m) Francis
- (f) Frankie
- (m) Frederick

## G
- (m) Gally
- (m) Gavinus
- (m) George
- (m) Gerald
- (m) Gerard
- (f) Glenda
- (m) Gordon
- (f) Grace
- (m) Greg
- (m) Gregory
- (f) Gwen
- (f) Gwenda
- (f) Gwendolen
- (f) Gwendolyn
- (f) Gwyneth

## H
- (f) Haley
- (f) Harmony
- (f) Harriett
- (f) Harper
- (m) Harrison
- (m) Harold
- (m) Harry
- (m) Harvey
- (f) Hayley
- (f) Hazel
- (f) Heather
- (m) Henry
- (f) Henrietta
- (m) Herbert
- (f) Hilary
- (f) Holly
- (f) Hope
- (m) Honor
- (m) Horace
- (m) Hugh

## I
- (m) Ian
- (m) Iago
- (f) Imogen
- (f) Iona
- (f) Isla
- (f) Ivy

## J
- (m) Jack
- (m) Jackson
- (f) Jacky
- (f) Jade
- (m) Jaden
- (m) Jake
- (m) James
- (x) Jamie
- (f) Jane
- (f) Janelle
- (f) Janet
- (f) Janice
- (f) January
- (m) Jared
- (m) Jay
- (f) Jayda
- (f) Jayma
- (m) Jefferson
- (m) Jeff
- (f) Jen
- (f) Jenna
- (f) Jennifer
- (f) Jenny
- (m) Jensen
- (m) Jeremy
- (m) Jeremiah
- (m) Jerry
- (m) Jesse
- (f) Jessie
- (f) Jessica
- (f) Jewel
- (f) Jill
- (m) Jim
- (m) Jimmy
- (f) Jinda
- (f) Joann
- (f) Joanne
- (f) Jodie
- (m) Joe
- (x) Joey
- (m) John
- (m) Johnson
- (m) Jordan
- (m) Josh
- (m) Joshua
- (f) Joy
- (f) Joyce
- (x) Jude
- (f) Judy
- (m) Jules
- (x) Julian
- (f) Juliet
- (f) July
- (f) June
- (f) Juniper

## K
- (f) Kailey
- (f) Karen
- (f) Karlee
- (f) Karlene
- (f) Karyn
- (f) Kate
- (f) Katharine
- (f) Katherine
- (f) Kathleen
- (f) Kate
- (f) Katie
- (f) Kayla
- (f) Kaylee
- (f) Kelly
- (f) Kelsey
- (f) Keysha
- (f) Khandi
- (f) Kimberley
- (f) Kimberly
- (f) Kitty
- (f) Kylie

## L
- (f) Lacey
- (f) Laurel
- (f) Lauren
- (f) Lauryn
- (m) Lazarus
- (m) Leopold
- (f) Leslie
- (f) Lexie
- (m) Lewis
- (m) Liam
- (f) Lili
- (f) Lilibet
- (f) Lilly
- (f) Lily
- (f) Linda
- (f) Lindsay
- (f) Lindsey
- (f) Lisa
- (f) Lizzie
- (f) Loïs
- (f) Lorelei
- (f) Lorna
- (f) Lottie
- (f) Louella
- (m) Luis
- (f) Lylou
- (f) Lynnette

## M
- (f) Mable
- (f) Macy
- (f) Maddy
- (f) Maddie
- (f) Madison
- (f) Madge
- (f) Maggie
- (f) Malak
- (f) Mallory
- (f) Mandy
- (m) Marco
- (m) Marcus
- (f) Margaret
- (f) Marge
- (f) Marigold
- (f) Marilyn
- (f) Marissa
- (f) Marjorie
- (f) Marley
- (m) Mark
- (m) Martin
- (f) Mary
- (m) Matthew
- (f) Maud
- (f) Maureen
- (m) Maxence
- (f) May
- (f) Megan
- (f) Melanie
- (f) Melody
- (f) Meredith
- (f) Merilyn
- (f) Merrilyn
- (f) Merry
- (f) Mia
- (m) Michael
- (m) Michael
- (m) Milan
- (f) Mildred
- (f) Millicent
- (f) Millie
- (f) Mindy
- (f) Minnie
- (f) Moira
- (f) Molly
- (f) Morgan
- (m) Moses
- (f) Muriel
- (f) Myrna
- (f) Myrtle

## N
- (f) Nancy
- (m)  Nate
- (m) Nathaniel
- (f) Nathanielle
- (m) Neil
- (f) Nellie, Nelly
- (m) Newt
- (m) Nicholas
- (m) Nick
- (f) Nikki

## O
- (m) Octavius
- (m) Oliver
- (f) Olivia
- (m) Orpheus
- (m) Oscar
- (m) Oswald
- (m) Owen

## P
- (m) Paddy
- (m) Paige
- (f) Pamela
- (m) Patrick
- (m) Pear
- (f) Peggy
- (f) Penny
- (f) Pepper
- (f) Perry
- (m) Peter
- (m) Pete
- (f) Peyton
- (m) Philip
- (f) Philippa
- (f) Phoebe
- (m) Pierce
- (f) Piper
- (m) Plutarch
- (f) Poppy
- (f) Precious
- (m) Prosper

## R
- (f) Raleigh
- (m) Ralph
- (f) Randy
- (m) Rayleigh
- (m) Richard
- (f) Riley
- (m) River
- (m) Robert
- (x) Robin
- (m) Roderick
- (m) Rudolph
- (m) Ryan
- (m) Ryland

## S
- (f) Sally
- (f) Sandy
- (f) Savannah
- (m) Scott
- (f) Shania
- (f) Sharla
- (f) Sharleen
- (f) Shawna
- (m) Shems-Dine
- (f) Shelley
- (f) Sherry
- (f) Sheryl
- (f) Shirley
- (f) Sidney
- (f) Skylar
- (f) Skyler
- (m) Spencer
- (f) Spring
- (f) Stacy
- (f) Stephanie
- (m) Stéphane
- (m) Stephen
- (m) Steven
- (m) Stiles
- (m) Styven
- (f) Summer
- (f) Sydney

## T
- (f) Tabitha
- (f) Tara
- (x) Taylor
- (f) Terry
- (m) Theodore
- (m) Thomas
- (f) Thurza
- (f) Tiffany
- (m) Timothy
- (m) Tom
- (f) Tracy
- (f) Trudy

## U
- (m) Ulysse
- (f) Ursula

## V
- (f) Vanessa
- (m) Verne
- (f) Vickie
- (f)  Vicky

## W
- (m) Warren
- (f) Waverly
- (f) Wendy
- (f) Wilhelmina
- (f) Whitney
- (m) William
- (x) Willow
- (f) Wilma
- (f) Winifred
- (f) Winnie
- (m) Winston
- (f) Winter

## X
- (m) Xawen

## Y
- (f) Yuna
- (m) Yann
- (m) Yannick

## Z
- (m) Zach
- (m) Zachary
- (m) Zack
- (m) Zart